# 버블 메모리

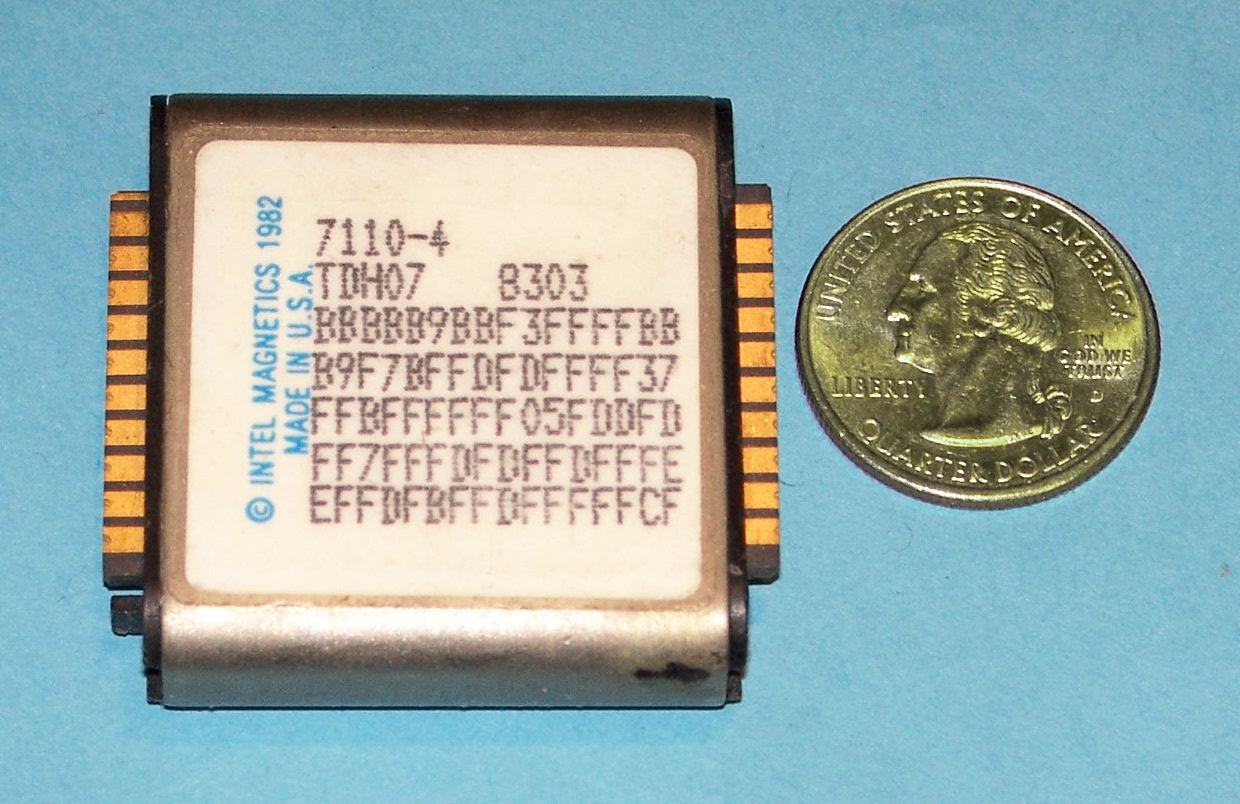

버블 메모리(bubble memory), 자기 버블, 자기 버블 메모리, 자기버블소자는 얇은 자기물질막을 사용하는 비휘발성 컴퓨터 메모리의 일종이다. 자기화된 작은 영역을 담고 있는데 이를 버블(bubble) 또는 도메인(domain)으로 부르며 각각은 1비트의 데이터를 담고있다.
버블 메모리는 1970년대에 신망있는 기술로 시작했으며, 하드 드라이브와 비슷한 메모리 집적도를 제공하면서도 움직이는 부품이 없어서 코어 메모리에 더 견줄만한 성능을 냈다.
플래시 메모리 및 유사 기술이 등장하면서 1980년대 말에 완전히 자취를 감췄다.